# Млиниця (річка)
Млиниця (словац. Mlynica) — річка в Словаччині, права притока Попраду, протікає в окрузі Попрад.
Довжина — 20.5 км.
Витікає в масиві Високі Татри — Млиницька долина — на висоті 1810 метрів.
Впадає у Попрад на території міста Світ на висоті 782 метри.